# Uprising (single)
Uprising is een single van de Britse rockband Muse. Het werd op 7 september 2009 uitgebracht als de eerste single van het vijfde studioalbum The Resistance.

## Achtergrond
Uprising werd samen met de andere nummers van The Resistance opgenomen in 2008 of 2009 aan het Comomeer in Italië. Volgens zanger Matthew Bellamy is het nummer een rockversie van Goldfrapp. Bassist Christopher Wolstenholme zei het volgende over het nummer:

Uprising heeft dat protest-gevoel bij zich. Ik denk dat het hele nummer gaat over het hebben van een soort wantrouwen tegen de machthebbenden, of dat nou politici of bankiers zijn. We leven in een maatschappij waar je wordt geacht je mond te houden en zaken gewoon te accepteren.
— Bassist Christopher Wolstenholme in een FHM-interview

Omdat er voor het album geen B-kanten waren opgenomen, werd besloten "Who Knows Who" (in samenwerking met Mike Skinner) als B-kant op de 7-inch versie van "Uprising" te gebruiken. De cd-versie van de single bevatte een "Uprising"-remix, geproduceerd door Does it Offend You, Yeah?. Het artwork voor de single werd vrijgegeven op 10 augustus. De 7-inch versie bevatte een getekende 'uprising' ('rebellie') van teddyberen. De cd-versie had hetzelfde thema, maar hierbij werd een foto gebruikt.

## Videoclip
In de clip zien we de band spelen in een rijdende truck in een miniatuurstad. Op een gegeven moment komen er uit de grond een aantal monsterlijke teddyberen en beginnen het stadje aan te vallen.

### Uitgave en ontvangst
Op 3 juli 2009 noemde Muse voor het eerst de titel "Uprising" tijdens het bekendmaken van de tracklist van The Resistance. Op dat moment was echter nog niet bekend dat dit de eerste single zou worden. Een week later maakte BBC Radio 1-dj Edith Bowman bekend dat de single op 7 september uit zou komen. Op 14 juli maakte Muse op zijn Twitter-account bekend dat "Uprising" de single werd.
De eerste 45 seconden van het nummer werden op 28 juli gespeeld door Zane Lowe in zijn BBC Radio 1-show. Op 2 augustus lekte op de website Digitama een ander deel van het nummer uit, voordat een dag later "Uprising" wereldwijd op radiostations debuteerde, waaronder Studio Brussel en 3FM. Op 4 augustus werd de single op de Muse-website geplaatst en als download aangeboden.

## Tracklist
| 1.                | Uprising                           | Matthew Bellamy | Muse            | 5:02 |
| 2.                | Who Knows Who (feat. Mike Skinner) | Mike Skinner    | Matthew Bellamy | 3:24 |
| Totale duur: 8:26 |                                    |                 |                 |      |

| 1.                | Uprising                                   | Matthew Bellamy | Muse | 5:03 |
| 2.                | Uprising (Does It Offend You, Yeah? Remix) | Bellamy         | Muse | 4:00 |
| Totale duur: 9:03 |                                            |                 |      |      |

| 1.                 | Uprising                                   | Matthew Bellamy | Muse | 5:03 |
| 2.                 | Uprising (Does It Offend You, Yeah? Remix) | Bellamy         | Muse | 4:00 |
| 3.                 | Uprising (live, Teignmouth)                | Bellamy         | Muse | 5:37 |
| Totale duur: 14:40 |                                            |                 |      |      |

| Nr. | Titel                              | Tekst           | Muziek | Duur |
| --- | ---------------------------------- | --------------- | ------ | ---- |
| 1.  | Uprising (live, 53e Grammy Awards) | Matthew Bellamy | Muse   | 4:42 |

## NPO Radio 2 Top 2000
| Nummer met noteringen in de NPO Radio 2 Top 2000 | '09  | '10  | '11 | '12 | '13 | '14 | '15 | '16 | '17 | '18 | '19 | '20 | '21 | '22 | '23 | '24 |
| ------------------------------------------------ | ---- | ---- | --- | --- | --- | --- | --- | --- | --- | --- | --- | --- | --- | --- | --- | --- |
| Uprising                                         | 1726 | 1202 | 255 | 175 | 137 | 159 | 114 | 128 | 96  | 98  | 110 | 93  | 79  | 73  | 73  | 79  |

1. ↑  Een vetgedrukt getal geeft de hoogste notering aan.
2. ↑  2009 was het eerste jaar met een notering voor dit nummer.